# Aulo Atilio Serrano
Aulo Atilio Serrano  fue un magistrado romano, probablemente hijo del pretor del año 218 a. C. Cayo Atilio Serrano.

## Biografía
Fue pretor del año 192 a. C. Obtuvo como provincia Macedonia, y el mando de la flota, con el encargo formal de desarrollar operaciones militares contra el tirano de Esparta Nabis, pero en realidad para preparar la guerra contra Antíoco III el Grande. Conservó el mando hasta la llegada de su sucesor Cayo Livio Salinator en 191 a. C. Serrano, como la guerra contra Antíoco ya se había declarado, con una parte de la flota romana, capturó en el mar Egeo una flota seléucida de transporte con muchas provisiones y materiales y trajo los barcos capturados a El Pireo. 
Fue pretor por segunda vez en el año 173 a. C., siendo en esta ocasión pretor urbano. Ese mismo año negoció con Antíoco IV Epífanes la renovación del tratado que se había firmado con su padre. En 171 a. C. fue enviado con Quinto Marcio Filipo y otros de embajador a Grecia para contrarrestar la creciente influencia de Perseo de Macedonia en la política griega. Al año siguiente, 170 a. C., fue cónsul con Aulo Hostilio Mancino y obtuvo Italia como provincia mientras su colega tenía la conducción de la guerra contra Perseo de Macedonia.